# لیدیا گورلین
لیدیا گورلین (ایتالیایی: Lidia Gorlin؛ زادهٔ ۲۹ ژوئن ۱۹۵۴)  بازیکن زن بسکتبال اهل ایتالیا بود. وی در بازی‌های المپیک تابستانی ۱۹۸۰ شرکت کرده‌است.